# Petersen House
Petersen House is het huis in de Amerikaanse hoofdstad Washington D.C. waar president Abraham Lincoln op 15 april 1865 overleed. Petersen House en het tegenovergelegen Ford's Theatre vormen samen Ford's Theatre National Historic Site, een belangrijke historische attractie.

## Geschiedenis
William Petersen, een kleermaker van Zweedse afkomst, bouwde het huis aan 10th Street in 1849. Toen Lincoln op 14 april 1865 werd neergeschoten in het aan de overkant van de straat gelegen Ford's Theatre werd de zwaargewonde president overgebracht naar een kamer in Petersen House die verhuurd was aan een soldaat. De volgende ochtend bezweek Lincoln hier aan zijn verwondingen. 
In 1896 werd het huis aangekocht door de overheid, die er een museum gewijd aan Lincoln huisvestte. In 1932 werd het huis gerestaureerd in de toestand zoals het was op de avond van de moord. 